# Гиперурикемия
Гиперурикемия — клинический симптом, повышенное содержание мочевой кислоты (точнее, её солей — уратов) в крови.
В соответствии с Рекомендациями Европейской антиревматической лиги (European League Against Rheumatism — EULAR) по диагностике и лечению подагры (2006, 2016) гиперурикемией считают уровень мочевой кислоты в сыворотке крови ≥360 мкмоль/л (6 мг/дл).
Нормальный уровень уратов установлен на основе измерений в популяции, его максимальная величина выбрана произвольно как двойная величина стандартного отклонения статистических данных по популяции: 360 микромолей/литр (6 мг/дл) для женщин и 420 микромолей/литр (6,8 мг/дл) для мужчин.
Гиперурикемия сопровождает разные заболевания, например, подагру, лимфому, лейкоз, анемию и другие. Она связана с наличием коронарных факторов риска, однако не является самостоятельным фактором.

## Причины
Гиперурикемия развивается в связи с нарушением обмена пуриновых нуклеотидов. Причинами повышенного содержания мочевой кислоты в крови являются следующие:
1. Повышенное образование мочевой кислоты (при подагре; при избыточном потреблении пуриновых азотистых оснований и нуклеопротеинов с пищей, сопряженное с малоподвижным образом жизни; а также, по некоторым данным, из-за повышенного содержания фруктозы в пище[4][5]).
2. Снижения почечной экскреции (выделения) мочевой кислоты в результате нарушения в работе почек (при первичной подагре, при гломерулонефрите, амилоидозе почек, алкогольной интоксикации и др.).
3. Гиперактивация ФРПФ-синтетазы при нарушении ингибирования ее активности.
4. Недостаточность гипоксантин-гуанин-фосфорибозилтрансферазы, или ГГФРТ (фермент, обеспечивающий реутилизацию пуриновых оснований), что проявляется, например, при синдроме Лёша — Нихена. Это приводит к тому, что гипоксантин (который образовался в результате деградации нуклеотидов) не преобразуется в ИМФ (то есть нарушаются процессы реутилизации), начинает накапливаться и в результате последовательных реакций под действием ксантиноксидазы превращаться в мочевую кислоту.
5. Гликогеноз Гирке.
6. Разрушение печени (в следствии болезней или голодания)

Гиперурикемия может появиться также во время приёма лекарственных препаратов, например, фавипиравира. При кратковременных курсах препарата клинические проявления гиперурикемии не выявлены, длительные курсы не изучены.
Лекарственные средства, вызывающие гиперурикемию, объединены в мнемоническое выражение — CAN′TLEAR (англ. «не могу преодолеть»):
C — циклоспорин
A — алкоголь
N — никотиновая кислота
T — тиазиды
L — лазикс (фуросемид) и другие петлевые диуретики
E — этамбутол
A — ацетилсалициловая кислота (низкие дозы)
R — пиразинамид
Синдром Лёша-Найхана — наследственное заболевание, характеризующееся гиперурикемией.

## Лечение
- Препарат «Aquaretics».
- Препарат «Аллопуринол» (200—300 мг перорально один раз в день).
- Диета № 6 (с низким содержанием пуриновых оснований и нуклеопротеинов).
- Препарат «Фебуксостат»[8].
- Препарат «Уролесан»[9].